# Companhia Pernambucana de Saneamento
A Compesa (Companhia Pernambucana de Saneamento) é uma empresa brasileira que detém a concessão dos serviços públicos de saneamento básico no Estado de Pernambuco. Seu principal acionista é o governo do Estado de Pernambuco, que controla a gestão da companhia. A Compesa atua em serviços de abastecimento de água e de coleta de esgotos em 172 dos 185 municípios pernambucanos, e mais o Arquipélago de Fernando de Noronha.
A Compesa foi considerada a melhor empresa de saneamento do país pela revista Isto É Dinheiro em 2015 e 2017 e pela revista Época em 2017, 2018 e 2019.

## Abastecimento
Sistemas de Abastecimento da Compesa:
- Sistema Pirapama
- Sistema Tapacurá
- Subsistema Jangadinha
- Subsistema Várzea Una
- Sistema Botafogo
- Sistema Alto do Céu
- Sistema Gurjaú
- Sistema Suape

## Resultados Operacionais
A tabela abaixo apresenta os resultado financeiros da Compesa nos últimos anos.
| Ano  | Total do Ativo (R$) | Faturamento (R$) | Lucro (R$)  | ref    |
| ---- | ------------------- | ---------------- | ----------- | ------ |
| 2022 | 10,75 bilhões       | 3,06 bilhões     | 69 milhões  | [ 10 ] |
| 2021 | 9,66 bilhões        | 2,53 bilhões     | 246 milhões | [ 11 ] |
| 2020 | 8,79 bilhões        | 2.35 bilhões     | 177 milhões | [ 3 ]  |
| 2019 | 8.14 bilhões        | 2.089 bilhões    | 212 milhões | [ 3 ]  |
| 2018 | 7,35 bilhões        | 2,14 bilhões     | 194 milhões | [ 12 ] |
| 2017 | 6,67 bilhões        | 1,817 bilhão     | 183 milhões | [ 13 ] |
| 2016 | 6,04 bilhões        | 1,587 bilhão     | 146 milhões | [ 14 ] |
| 2015 | 5,54 bilhões        | 1,59 bilhão      | 113 milhões | [ 14 ] |
| 2014 | 5,13 bilhões        | 1,79 bilhão      | 116 milhões | [ 15 ] |
| 2013 | 4,37 bilhões        | 1,62 bilhão      | 89 milhões  | [ 15 ] |